# Pyrausta praepetalis
Pyrausta praepetalis là một loài bướm đêm trong họ Crambidae.